# Tři Dvory
Tři Dvory är en ort i Tjeckien.   Den ligger i regionen Mellersta Böhmen, i den centrala delen av landet, 60 km öster om huvudstaden Prag. Tři Dvory ligger 198 meter över havet och antalet invånare är 866.
Terrängen runt Tři Dvory är huvudsakligen platt, men söderut är den kuperad. Runt Tři Dvory är det ganska tätbefolkat, med 134 invånare per kvadratkilometer. Närmaste större samhälle är Kolín, 4,0 km väster om Tři Dvory. Trakten runt Tři Dvory består till största delen av jordbruksmark.